# The Crimson Stain Mystery

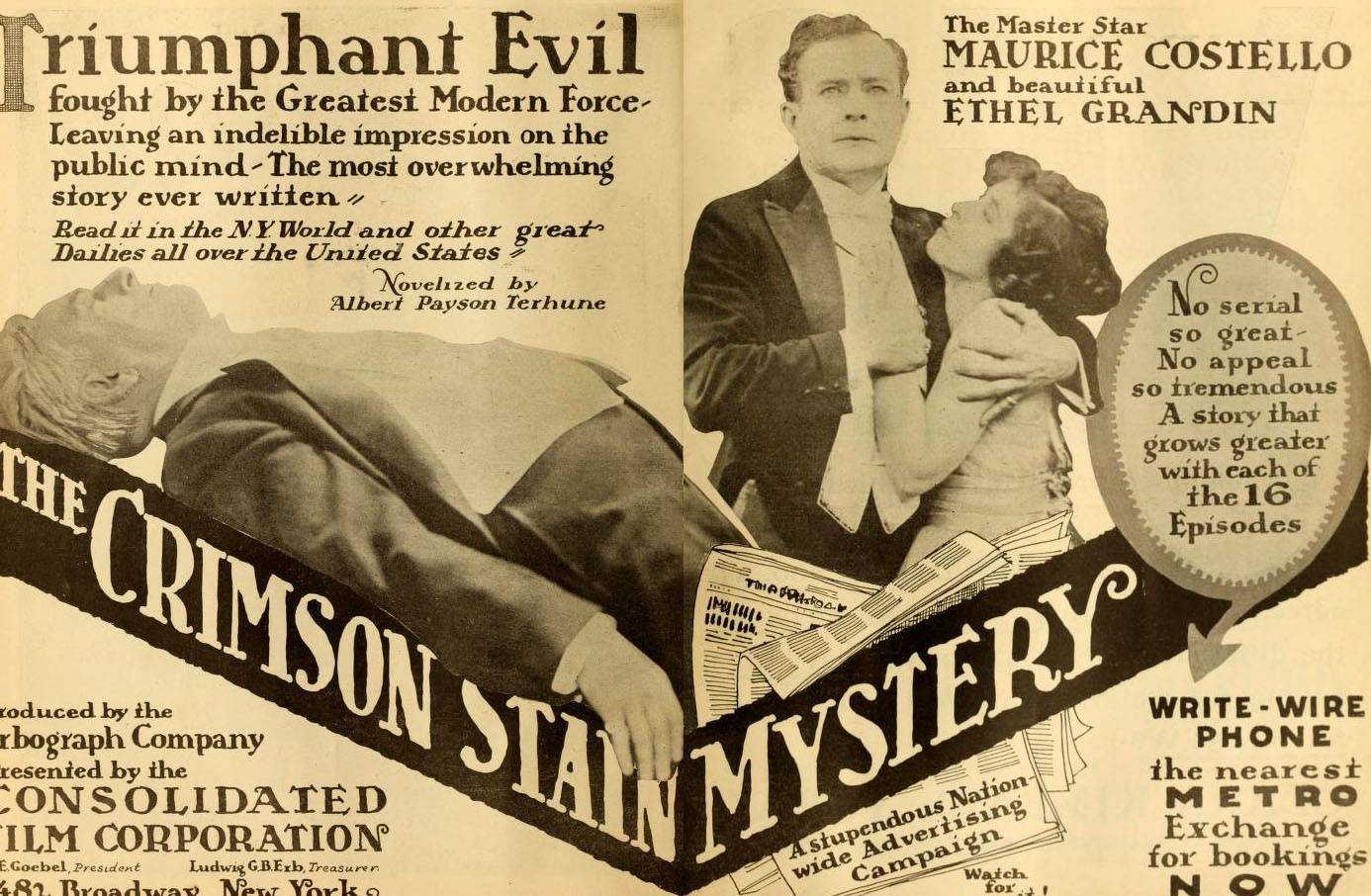
The Cimson Stain Mystery

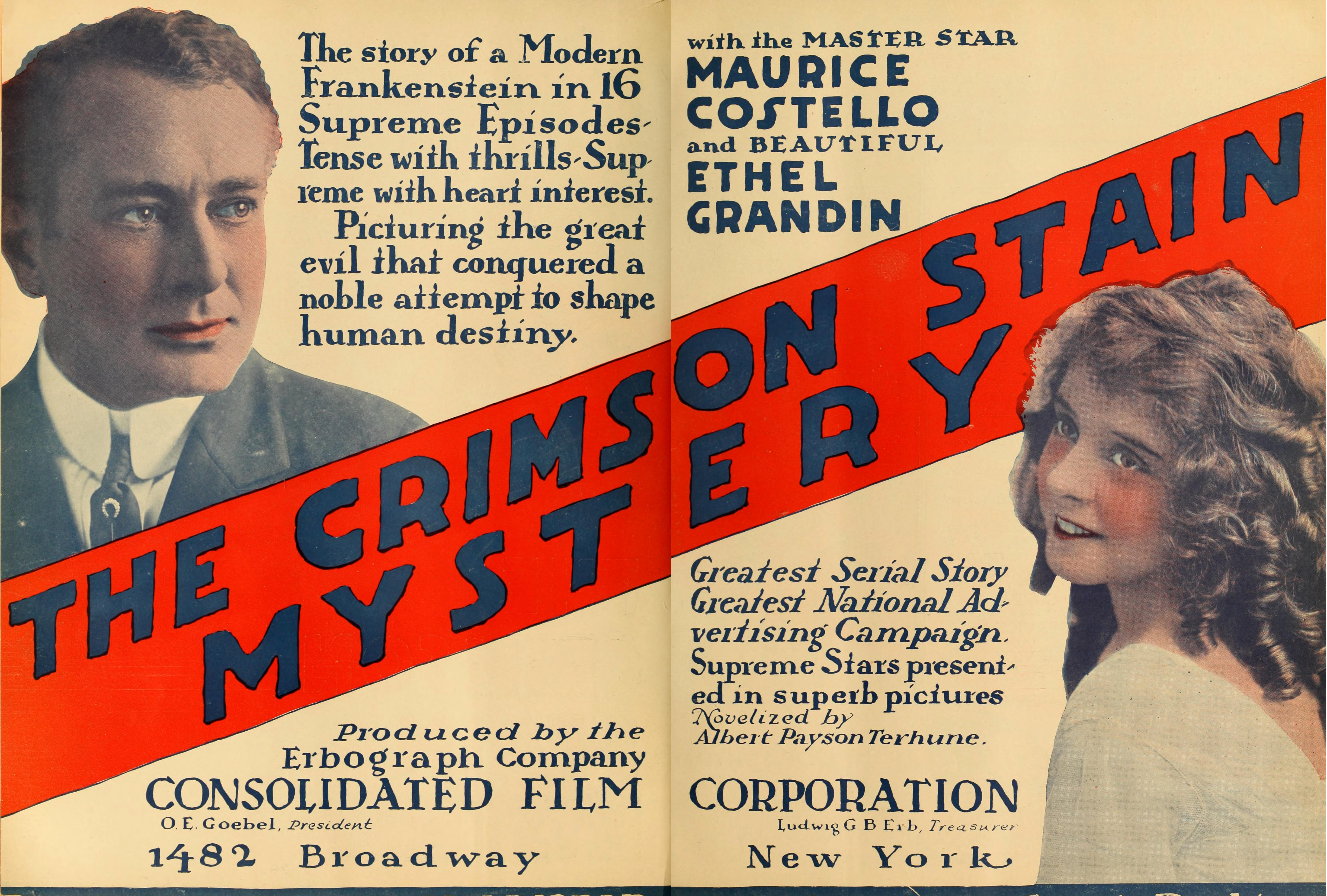
Publicité (1916)

The Crimson Stain Mystery est un film américain en 16 épisodes réalisé par T. Hayes Hunter en 1916.

## Synopsis
En essayant de développer un produit chimique qui ferait d’une personne un être super-intelligent, le Dr. Burton Montrose échoue et les sujets de ses expériences se métamorphosent en des criminels pervers.

## Distribution
- Maurice Costello (Harold Stanley)
- Ethel Grandin (Florence Montrose)
- Thomas J. McGrane (Dr. Burton Montrose)

## Les épisodes
1. The Brand of Satan
2. In the Demon's Spell
3. The Broken Spell
4. The Mysterious Disappearance
5. The Figure in Black
6. The Phantom Image
7. The Devil's Symphony
8. In the Shadow of Death
9. The Haunting Spectre
10. The Infernal Fiend
11. The Tortured Soul
12. The Restless Spirit
13. Despoiling Brutes
14. The Bloodhound
15. The Human Tiger
16. The Unmasking